# Войтович Валерій Миколайович
Валерій Миколайович Войтович (нар. 8 травня 1952, хутір Радоч поблизу с. Вичівка, Рівненська область) — український мистецтвознавець, письменник, мандрівник, дослідник української міфології. Автор численних літературно-художніх творів, монографій, словників та інших видань з історії та культури України, її міфології, великої кількості живописних та графічних творів. Член Національної спілки художників України; почесний член Національної спілки журналістів України; член Національної спілки краєзнавців України; член Історичного клубу «Холодний Яр».

## Біографія
Народився 8 травня 1952 року на хуторі Радочі поблизу села Вичівка, що на Рівненщині. Мати Ольга Кирилівна, була вчителькою початкових класів, а батько, Микола Іванович, культпрацівником. Коли Валерію виповнилося два роки, родина переїхала до смт Степань на Рівненщині. Бувши школярем, захопився малюванням, це захоплення підтримували батько та вчитель малювання Степанської середньої школи Григорій Тимофійович Поліщук. Подорожуючи Поліссям, Валерій неодноразово знаходив стародавні артефакти. Поряд з літературою й історією у старших класах школи захопився математикою та фізикою. Закінчивши у 1969 році середню школу з відзнакою саме з цих предметів, вступив до Рівненського інституту інженерів водного господарства.
У 1974 році закінчив Український інститут інженерів водного господарства (м. Рівне). З 1975 по 1992 рр. працював у Науково-дослідному інституті технології машинобудування (м. Рівне). Водночас продовжував займатися малюванням.
З 1989 року — на творчій роботі.
Після 1992 р. працював у Рівненському райвідділі культури художником-оформлювачем; у 1994 р. — художник газети «Сім днів» (м. Рівне). З 1994 року — директор благодійно-мистецького фонду «Оріана», за сумісництвом — викладач Рівненського державного гуманітарного університету.
У 1999—2012 рр. — старший викладач НУ «Острозька академія».

## Громадська діяльність
На ідейність картин Войтовича вплинув Народний Рух, до якого Валерій Войтович приєднався, експонуючи свої роботи під девізом «Моя Україна». У 1989 році — один із засновників Рівненської регіональної організації НРУ за перебудову, делегат Установчого з'їзду НРУ (Київ), делегат Урочистих зборів засновників Рівненської регіональної організації НРУ (Рівне), делегат конференції Рівненської регіональної організації НРУ.
З 1989 — голова товариства української мови ім. Т. Шевченка (НДІТМ, м. Рівне). Того року був делегатом Республіканської установчої конференції Товариства української мови ім. Тараса Шевченка (Київ).
Був членом Всеукраїнського політичного об'єднання «Державна самостійність України» (з 1993). Член Історичного клубу «Холодний Яр» (з 3.01.1997).
Член Національної спілки журналістів України (2007).
Член Національної спілки краєзнавців України (2010).
Член Національної спілки художників України (2018).

## Літературна діяльність
В 1990-і видав низку книг, де викладав своє бачення міфів і звичаїв давніх українців: «Український гороскоп», «Молитва до Дажбога», «Сокіл-Род. Легенди та міфи стародавньої України».
У 2000-і Валерій Войтович зосередився на історіографії Полісся, зокрема Рівненщини. В 2012 році було випущено книгу Г. П. Сербіна «Валерій Войтович. Художник земних і космічних світил» про життєвий і творчий шлях письменника.
Член редакційної ради Народознавчого науково-популярного часопису «Наша Берегиня».

## Образотворча діяльність
Першою великою виставкою творів Валерія Войтовича, де експонувалося понад 50 картин, була «Моя Україна», влаштована 17 червня 1988 року в День Героїв Берестечка. Виставка отримала схвальний відгук відомих українських письменників: Миколи Жулинського та Володимира Яворівського.
Автор пам'ятних знаків — художнику Нілу Хасевичу у Сухівцях (1992), загиблим у німецько-фашистському таборі у Клевані-1 (1994), що на Рівненщині, останньому гетьману Запорозької Січі Петру Калнишевському (2007). Художньо оформив десятки книг рівненських поетів та письменників. Учасник багатьох регіональних та всеукраїнських художніх виставок.

## Наукові оцінки творчості
Книжки Валерія Войтовича неодноразово критикували професійні історики та етнографи.
Кандидат історичних наук Олексій Кузьмук оцінює книги Войтовича як представлення суміші наукових знань та сучасних міфів від аматорів. За дослідженням Кузьмука, Войтович у своїх книжках посилається на псевдонаукові роботи Юрія Шилова, «Велесову книгу», підтримує «арійську теорію походження українців», фантазує як у текстах, так і в малюнках власного авторства.
Фольклорист, кандидат філологічних наук Людмила Іванникова називає книжки Валерія Войтовича серед «фальшивих джерел» з етнографії, а також «окультною, фантастично-дилетантською псевдонауковою літературою», що пропагує псевдопатріотичні ідеї, постаючи поряд з працями Сергія Плачинди й Галини Лозко «продуманою програмою нищення української науки, освіти, культури, інтелектуального потенціалу нації загалом».
Етнолог, антрополог, кандидат історичних наук Юлія Буйських відгукувалася про творчість Войтовича поряд із творчістю Сергія Плачинди та Галини Лозко, що її «слід сприймати ще й з відповідною іронією, тому що для фахівця читання цих публікацій із антинауковими інсинуаціями на кшталт „українських амазонок“, язичництва як єдино правильної „рідної української віри“ та „богинею берегинею“ перетворюється на тортури й породжує невеселі думки щодо якості освітньої продукції в Україні».

## Творчий доробок
- 1991 — «Гетьмани України» (Рівне, комплект з 12 листівок, 2 600 прим.).
- 1991 — «Гомери України» (Рівне, комплект з 12 листівок, 3 000 прим.).
- «Леля-Весна» (проєкт, 2008).
- «Купало» (проєкт, 2009).
- «Іван-та-Мар'я» (проєкт, 2012).
- «Дух-Дракона в українській міфології» (проєкт, 704 с.: іл., 2013).
- «Як був мій дід маленький. Небилиці» (проєкт, 148 с., 2017).
- «Зоряне небо України» (проєкт, 280 с. іл., 2017).
- 2017—2019 — Всеукраїнський марафон «Зоряний шлях Валерія Войтовича» присвячений Оскару Сосновському (32 картини, полотно, олія та 18 книг).
  - 24 серп. 2017 — м. Сарни (історико-етнографічний музей);
  - 27 жовт. 2017 — м. Володимирець (управління культури та туризму);
  - 9 лист. 2017 — м. Вараш (управління культури та туризму);
  - 27 квіт. 2018 — м. Костопіль (краєзнавчий музей);
  - 5 лип. 2018 — смт Зоря (районний будинок культури);
  - 11 січ. 2019 — м. Дубно (палац Любомирських);
  - 22 лют. 2019 — м. Кременець (краєзнавчий музей);
  - 19 берез. 2019 — м. Почаїв (історико-художній музей).
- 2021 — комплект листівок «Оскар Сосновський». (Рівне, к-т з 32 листівок, 100 прим.).
- 18 січня 2024 — пам'ятна дошка на будівлі Степанської музшколи, на честь директора Леоніда Івановича Лук'янця (1954—2000), який відкрив у Степані клас хореографії та створив оркестр духових інструментів, яким керував понад 15 років.

### Книги
Загальний наклад творів автора складає понад 80 тис. примірників.
- Войтович В. М. Молитва до Дажбога. — Рівне : Оріана. 1994. — 94 с.
- Шморгун Є. І., Войтович В. М. Забуті боги предків. — К. : Веселка, 1994. — 79 с.
- Войтович В. М. Український гороскоп. — Рівне : Оріана, 1995. — 64 с.
- Войтович В. М. Храм: Пам'ятки церковної архітектури м. Рівного та його околиць. — Рівне, 1995. — 64 с.
- Войтович В. М. Бог Коляда // Проблеми збереження різдвяно-новорічного фольклору. Матеріали Міжнародної наукової конференції Слов'янського фольклорного фестивалю «Коляда». — Рівне, 1995. — С. 72—74.
- Войтович В. М. Сокіл-Род. Легенди та міфи стародавніх українців. — Рівне : Оріана (Львів : Оліс плюс), 1997. — 328 с.
- Войтович В. М. Міфи стародавніх українців // Нова педагогічна думка. (Науково-методичний журнал). — Рівне : Рівненський інститут підвищення кваліфікації педагогічних кадрів, 1999. — Вип. 4 (20). — С. 114—120.
- Войтович В. М. Первовічне коріння світового Дерева Життя // Берегиня. (Всеукраїнський народний часопис). — 1999. — № 1 (20). — С. 57—67.
- Войтович В. М. Витоки Різдвяно-новорічних свят в дохристиянській культурі українського народ) // Роль християнства в утвердженні освіти, науки та мистецтва: історія, уроки, перспективи. Науковий збірник. — Рівне : ППФ «Волинські обереги», 2000. — С. 295—309.
- Войтович В. М. Релігійно-міфологічний світогляд давніх слов'ян: Спроба узагальнення // Українська культура: минуле, сучасне, шляхи розвитку. Наукові записки Рівненського державного гуманітарного університет. — Рівне : РДГУ, 2000. — Вип. 5. — С. 4—23.
- Войтович В. М. Українська міфологія. — К. : Либідь. 2002 (2005, 2012, 2014). — 664 с.
- Войтович В. М. Міфи та легенди давньої України. — Тернопіль : Навчальна книга — Богдан. 2005 (2008, 2009, 2010, 2011, 20120. − 392 с.
- Войтович В. М. Антологія українського міфу: Етіологічні, космогонічні, антропогонічні, теогонічні, солярні, лунарні. астральні, календарні, історичні міфи. — Т. 1. — Тернопіль : Навчальна книга — Богдан, 2006. — 912 с.: іл.
- Войтович В. М. Антологія українського міфу: Тотемічні міфи.— Т. 2. — Тернопіль : Навчальна книга — Богдан, 2006.— 608 с.: іл.
- Войтович В. М. Антологія українського міфу: Потойбіччя. — Т. 3. — Тернопіль : Навчальна книга — Богдан, 2007.— 890 с.: іл.
- Войтович В. М. Генеалогія давньої України. — Рівне : Видавець Валерій Войтович, 2007. — 556 с.: іл.
- Войтович В. М. Коляда. Дитячі щедрівки, колядки та засівалки. — Рівне : Видавець Валерій Войтович, 2007. — 224 с.: іл.
- Войтович В. М. Амазонка. Богиня-Діва-Воїн. — Рівне : Видавець Валерій Войтович, 2008. — 924 с.: 258 кольорових ілюстрацій.
- На добраніч діти. Колискові пісні та заклички / Упоряд., передмова В. Войтовича. За ред. Н. В. Корнійчук. — Рівне : Видавець Валерій Войтович, 2010. — 176 с.
- Дитячі щедрівки, колядки та засівалки. Упоряд., передмова В. М. Войтовича. За ред. Н. В. Корнійчук. — Рівне : Видавець Валерій Войтович, 2009. — 144 с.
- Войтович В. М. Степань моя мила. Дослідження, спогади, документи. — Рівне : Видавець Валерій Войтович, 2009. — 578 с: іл.
- Войтович В. М. Степанський край. Історія та культура. — Рівне : Видавець: Валерій Войтович, 2010. — 656 с.: іл.
- Войтович В. М. Пересопниця. Рівненський край: історія та культура. — Рівне : Валерій Войтович, 2011. — 816 с.: іл.
- Войтович В. М. Українська міфологія. Енциклопедія народних вірувань. — К. : «ФОП Стебеляк», 2014. — 688 с.: іл.
- Войтович В. М. Українське міфологієзнавство. — Тернопіль : Навчальна книга — Богдан. 2016. — 230 с.: іл.
- Войтович В. М. Томаш Оскар Сосновський. Скульптура класицизму / В. М. Войтович. — Рівне: Вид. В. Войтович, 2015. — 300 с. : іл.
- Войтович В. Українське Полісся. Зарічненський край: історія та культура — Рівне: Видавець В. Войтович, 2019. — 958 стор. + 220 стор. в кольорі.
- Войтович В. М. Незгасна Тарасова свіча: зб. худож. творів: присвяч. генію України Т. Г. Шевченку / В. М. Войтович, Г. П. Сербін. — Рівне: Волин. обереги, 2021. — 92 с.
- Войтович В. М. Оскар Сосновський. Скульптор. — Рівне: В. Войтович, 2022. — 564 с.: іл.
- Войтович В. Кость Климченко. Скульптор — Рівне: В. Войтович, 2024. — 188 с.

## Нагороди
- Книга «Українська міфологія» 2002 року видання отримала три дипломи: у номінації «З глибин знань» (краще енциклопедичне видання) — диплом I ступеня (2003) в номінації «Обрії» (енциклопедичні та довідкові видання)[6][7]; на V Всеукраїнській рейтинговій акції в номінації «Український BEST» визнана «Книжкою року 2003»; на V Київській міжнародній виставці «Книжковий світ — 2003» у номінації «Краще енциклопедично-довідкове видання» посіла 2 місце.
- Перші три томи «Антології українського міфу» нагороджені Міжнародною премією «Портал» («Краща українська книжка 2006 року»)[8].
- Книга «Генеалогія богів давньої України» на Х Всеукраїнському рейтингу «Книжка року 2008» (Київ) увійшла до короткого списку «50 кращих книг України 2008 року».
- Книга «Амазонка. Богиня-Діва-Воїн» на Х Всеукраїнському рейтингу «Книжка року 2008» (Київ) увійшла до «50 кращих книг України 2008 року».
- Почесна грамота Рівненської обласної ради (2008).
- Почесна відзнака Рівненської обласної ради (2012).
- Почесний знак Національної спілки журналістів України (2012).
- Книга «Українське Полісся. Зарічненський край: історія та культура» в номінації «Український BEST» (Київ) визнана «Книжкою року 2020».